# إدوارد سيمون (مهندس)
إدوارد سيمون (بالألمانية: Eduard Simon) هو كيميائي ومهندس ألماني، ولد في 18 سبتمبر 1789 في برلين في ألمانيا، وتوفي بنفس المكان في 19 يونيو 1856.